# دنیس تسلیوک
دنیس تسلیوک (اوکراینی: Денис Валерійович Теслюк؛ زادهٔ ۱۱ آوریل ۲۰۰۳) بازیکن فوتبال اهل اوکراین است.